# Париж — Ле-Бурже
Пари́ж — Ле-Бурже́ (фр. Aéroport Paris – Le Bourget, Код ИАТА: LBG) — аэропорт, расположенный в 12 км к северо-востоку от Парижа. В настоящее время используется как для гражданской авиации (самолёты бизнес-класса), так и для известного авиационного шоу.

## Расположение
Находится в 12 километрах к северо-востоку от Парижа. Занимая площадь в 550 гектар, расположен на территории двух департаментов: Сен-Сен-Дени (коммуны Ле-Бурже и Дюньи (Dugny)) и Валь-д’Уаз (коммуны Боннёй-ан-Франс и Гонесс).

## История
Аэропорт начал коммерческие операции в 1919 году. Ле-Бурже известен как посадочная площадка Чарльза Линдберга, совершившего исторический трансатлантический перелёт в 1927 году. Он прибыл 21 мая 1927 года, преодолев 5 800 километрам за тридцать три часа и тридцать минут. 200 000 зрителей его ожидали на взлётных полосах аэропорта.
Двумя неделями раньше (8 мая 1927 года) два французских пилота Шарль Нунжессер и Франсуа Коли (Charles Nungesser et François Coli) взлетели с аэропорта Ле-Бурже на французском одномоторном биплане «Белая птица» (L’Oiseau Blanc), который весил 11000 фунтов, что очень много для одномоторного самолёта, чтобы совершить первое путешествие из Парижа в Нью-Йорк и преодолеть Атлантику. Биплан загадочно исчез (предположительно около американского штата Мэн).
У входа в аэропорт находится статуя, которая напоминает о полётах Линдберга, Нюнжессе и Франсуа Коли.
Исторический аэровокзал создан архитектором Жоржем Лабро в результате конкурса, организованного министерством воздушного сообщения в 1935 году. Торжественное открытие состоялось 12 ноября 1937 года на всемирной выставке, проведённой в Париже, здание серьёзно повреждено во время Второй Мировой войны. После восстановления он продолжал служить гражданским аэропортом до 1970 года. В настоящее время содержит коллекцию Музея авиации и космонавтики.

## Даты
- 25 июня 1940 года Адольф Гитлер начал свой первый и единственный тур по Франции вместе с Альбертом Шпеером с аэропорта «Ле-Бурже»[3][нет в источнике].
- 17 июня 1961 года советский балетмейстер Рудольф Нуреев в аэропорту попросил политического убежища.[значимость факта?]
- В 1977 году Ле-Бурже был закрыт для международного движения, а в 1980 году для регионального движения, оставив только самолёты бизнес-класса.

## Интересные факты
- Аэропорт Ле-Бурже был показан в романе Дэна Брауна «Код да Винчи».
- Статуя была возведена в аэропорту в честь французской лётчицы Раймонды де Ларош, первой женщины, которая получила лицензию пилота.

## Галерея
- Внешний вид Ле-Бурже
- Вид перед аэровокзалом. Итальянский и испанский самолёты
- Бюро по расследованию и анализу безопасности гражданской авиации (BEA)